# 윤추섭
윤추섭(尹鄒燮, 1897년 1월 2일 전남 곡성 ~ 1972년 3월 18일)은 제5대 국회의원을 지낸 대한민국의 정치인이다.

## 약력
- 대한독립촉성국민회 광주지부 재정부장
- 민주국민당 전남도당 재정부장
- 민주당 곡성군당 위원장
- 민주당 중앙위원
- 신민당 전남지부 고문

## 역대 선거 결과
|  | 23.80% |

|  | 44.29% |

|  | 27.06% |